# اولونگاپو
اولونگاپو (به لاتین: Olongapo) یک منطقهٔ مسکونی در فیلیپین است که در زامباله واقع شده‌است.

## خصوصیات
اولونگاپو ۱۵ متر بالاتر از سطح دریا واقع شده‌است.

## خواهرخوانده
شهرهای ویرجینیا بیچ، ویرجینیا، نشنال سیتی، کالیفرنیا، برمرتون، واشینگتن، گوآم، Cagayan de Oro و وینزر، انتاریو خواهرخوانده‌های اولونگاپو هستند.